# رخصة القيادة في أذربيجان

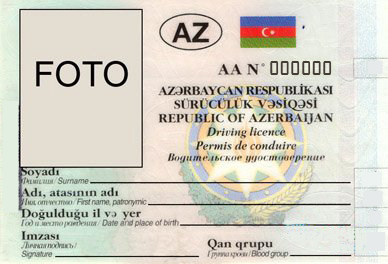
رخصة القيادة (الجانب الأمامي). قبل 2013

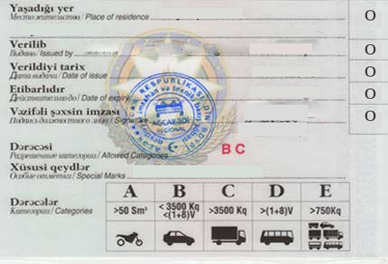
رخصة القيادة (الجانب العكسي). قبل 2013

رخصة القيادة هي وثيقة تثبت حق أي شخص في قيادة السيارات في جمهورية أذربيجان.
بغض النظر عن النوع، على كل رخصة قيادة، هناك علامة مميزة لجمهورية أذربيجان في الحركة الدولية - "AZ" والبيانات المرقمة التالية:
- اسم حامل البطاقة salah
- اسم العائلي لحامل البطاقة,adeks
- تاريخ ومكان ولادة حامله,
- مكان إقامة حاملها,
- اسم الجهة المصدرة,
- تاريخ ومكان الإصدار,
- تاريخ انتهاء الرخصة,2030
- رقم الرخصة,
- توقيع المسؤول أو الختم أو الختم للجهة المصدرة,
- زمرة الدم وتوقيع حاملها,
- الملاحظات الخاصة,

منذ عام 2013، هناك 7 فئات تتطلب رخصة قيادة:
A: وهي تسمح لحاملها بقيادة أي نوع من الدراجات النارية.
B: وهي تسمح لحاملها بقيادة أي مركبة بمحرك تحت 3.5 طن (اختياريا مع مقطورة خفيفة):
C: وهي تسمح لحاملها بقيادة مركبة آلية أكثر من 3.5 طن (اختياريًا مع مقطورة خفيفة، حتى 750 كجم).
D: وهي تسمح لحاملها بقيادة الحافلة (لديها أكثر من 8 مقاعد للركاب) (اختياريًا مع مقطورة خفيفة، حتى 750 كلغ).
BE: وهي تسمح لحاملها بقيادة مركبة بمحرك تحت 3.5 طن مع مقطورة ثقيلة.
CE: وهي تسمح لحاملها بقيادة مركبة آلية أكثر من 3.5 طن مع مقطورة ثقيلة.
DE: وهي تسمح لحاملها بقيادة حافلة مع مقطورة ثقيلة.
السن القانوني للقيادة في جمهورية أذربيجان هو 14 سنة للدراجة أو العربة، و 16 للمركبات فئة A1 ، و 18 لفئة A ، B & C ، و 19 لفئة BE ، و 21 لـ CE و D ، و 24 لفئة DE. قد يحصل الخدم العسكريون على حق قيادة مركبات الفئة "CE" و "D" و "DE" من سن 19 كما هو محدد في التشريع.